# 1025 км
1025 км — упразднённый в 1996 году населённый пункт (тип: железнодорожная казарма) в Кирово-Чепецком районе Кировской области России. Находится на территории современного Чувашевского сельского поселения.

## География
Находился  в центральной части региона, в подзоне южной тайги, вблизи деревни Крюково.

### Климат
Климат, как и во всём районе, характеризуется как континентальный, с продолжительной холодной многоснежной зимой и умеренно тёплым коротким летом. Среднегодовая температура — 1,3 — 1,4 °C. Средняя температура воздуха самого холодного месяца (января) составляет −14,4 — −14,3 °C (абсолютный минимум — −35 °С); самого тёплого месяца (июля) — 17,6 — 17,8 °C (абсолютный максимум — 35 °С). Безморозный период длится в течение 114—122 дней. Годовое количество атмосферных осадков — 500—700 мм, из которых около 70 % выпадает в тёплый период. Снежный покров устанавливается в середине ноября и держится 160—170 дней

## История
На момент упразднения входил в состав Чувашевского сельского округа.
В 1996 году исключён из учётных данных

## Инфраструктура
Путевое хозяйство Горьковской железной дороги. Платформа 1025 км.

## Транспорт
Доступен автомобильным и железнодорожным транспортом. Через Крюково выезд на автодорогу 33Р-013.